# Министерство связи Израиля
Министерство связи Израиля (ивр. משרד התקשורת‎, «Мисрад ха-Тикшорет») — одно из правительственных учреждений государства Израиль, ответственное за все аспекты израильских средств коммуникации и массовой информации, включая газеты, телевидение, радио, Интернет, телефон, почта и проч.

## Сфера деятельности
Министерство отвечает за:
- определение политики государства в области связи,
- развитие инфраструктуры связи,
- лицензирование и надзор за услугами связи,
- контроль за почтовой службой,
- политику в области контроля связи,
- установление цен и различные медиауслуги,
- управление частотами связи,
- контроль и надзор за услугами кабельного телевидения.[2]

- Ретрансляторы телекомуникационной системы Израиля

## История
После образования государства Израиль первым министром почты был назначен Мордехай Нурок из партии Мизрахи. Работая на этом посту, Нурок сформировал почтовую систему в Израиле, которая продолжала развиваться в течение 1950-х — 1970-х годов.
В четвёртом правительстве Нурок был заменён на депутата от партии Мизрахи Йосефа Бурга. В течение шести лет Бург управлял Министерством почты и укрепил почтовую систему. В восьмом правительстве пост министра перешёл к партии Мапам, и министром был назначен Исраэль Барзилай. Через год его сменил Биньямин Минтц из партии Агудат Исраэль, умерший во время пребывания на посту министра.
В 10—13-м правительствах министром почты были Элияху Сасон и Исраэль Йешаяху из блока Маарах. В 1969 году пост министра перешёл к Элимелеху Рималту из партии Гахал.
1 сентября 1970 года впервые министром связи был назначен Шимон Перес, который отвечал уже не только за почту, но и за услуги связи. Дальнейшие изменения в структуре Министерства привели на пост министра Аарона Узана.
Последующие смены в руководстве Министерством отображены в таблице ниже.

## Список министров связи
Список составлен на основании официальных данных правительства Израиля:
| № п/п | Имя                  | Название должности   | Партия         | Сроки                   |
| ----- | -------------------- | -------------------- | -------------- | ----------------------- |
| 1     | Нурок, Мордехай      | Министр почты        | Мизрахи        | 03.11.1952 — 24.12.1952 |
| 2     | Йосеф Бург           | Министр почты        | Мизрахи        | 24.12.1952 — 01.07.1958 |
| 3     | Исраэль Барзилай     | Министр почты        | Мапам          | 24.11.1958 — 17.12.1959 |
| 4     | Биньямин Минц        | Министр почты        | Агудат Исраэль | 17.07.1960 — 30.05.1961 |
| 5     | Элиягу Сасон         | Министр почты        | Маарах         | 02.11.1961 — 02.01.1967 |
| 6     | Исраэль Йешаяху      | Министр почты        | Маарах         | 02.01.1967 — 15.12.1969 |
| 7     | Элимелех Рималт      | Министр почты        | Гахал          | 15.12.1969 — 06.08.1970 |
| 8     | Шимон Перес          | Министр связи        | Маарах         | 01.09.1970 — 10.03.1974 |
| 9     | Аарон Узан           | Министр связи        | Независимый    | 10.03.1974 — 03.06.1974 |
| 10    | Ицхак Рабин          | Министр связи        | Маарах         | 03.06.1974 — 20.03.1975 |
|       | Аарон Узан           | Министр связи        | Независимый    | 20.03.1975 — 20.06.1977 |
| 11    | Менахем Бегин        | Министр связи        | Ликуд          | 20.06.1977 — 24.10.1977 |
| 12    | Меир Амит            | Министр связи        | ДАШ            | 20.06.1977 — 15.09.1978 |
| 13    | Ицхак Модаи          | Министр связи        | Ликуд          | 15.01.1979 — 22.12.1980 |
| 14    | Йорам Аридор         | Министр связи        | Ликуд          | 05.01.1981 — 05.08.1981 |
| 15    | Мордехай Ципори      | Министр связи        | Ликуд          | 05.08.1981 — 13.09.1984 |
| 16    | Амнон Рубинштейн     | Министр связи        | Шинуй          | 13.09.1984 — 26.05.1987 |
| 17    | Гад Яакоби           | Министр связи        | Маарах         | 09.06.1987 — 15.03.1990 |
| 18    | Рафаэль Пинхаси      | Министр связи        | ШАС            | 11.06.1990 — 13.07.1992 |
| 19    | Моше Шахаль          | Министр связи        | Авода          | 13.07.1992 — 07.06.1993 |
| 20    | Шуламит Алони        | Министр связи        | Мерец          | 07.06.1993 — 18.06.1996 |
| 21    | Лимор Ливнат         | Министр связи        | Ликуд          | 18.06.1996 — 06.07.1999 |
| 22    | Биньямин Бен-Элиэзер | Министр связи        | Единый Израиль | 06.07.1999 — 07.03.2001 |
| 23    | Реувен Ривлин        | Министр связи        | Ликуд          | 07.03.2001 — 28.02.2003 |
| 24    | Ариэль Шарон         | Министр связи        | Ликуд          | 28.02.2003 — 17.08.2003 |
| 25    | Эхуд Ольмерт         | Министр связи        | Ликуд          | 29.09.2003 — 10.01.2005 |
| 26    | Далия Ицик           | Министр связи        | Авода          | 10.01.2005 — 23.11.2005 |
| 27    | Авраам Гиршзон       | Министр связи        | Кадима         | 18.01.2006 — 04.05.2006 |
| 28    | Ариэль Атиас         | Министр связи        | ШАС            | 04.05.2006 — 31.03.2009 |
| 29    | Моше Кахлон          | Министр связи        | Ликуд          | 31.03.2009 — 18.03.2013 |
| 30    | Гилад Эрдан          | Министр связи        | Ликуд          | 18.03.2013 — 05.11.2014 |
| 31    | Биньямин Нетаньяху   | Министр связи        | Ликуд          | 05.11.2014 — 21.02.2017 |
|       | Цахи Анегби          | И. О. министра связи | Ликуд          | 21.02.2017 — 20.05.2017 |
| 32    | Аюб Кара             | Министр связи        | Ликуд          | 28.05.2017 — 26.06.2019 |
|       | Биньямин Нетаньяху   | И. О. министра связи | Ликуд          | 26.06.2019 — 01.07.2019 |
| 33    | Давид Амсалем        | Министр связи        | Ликуд          | 01.07.2019 — 17.05.2020 |
| 34    | Йоаз Хендель         | Министр связи        | Дерех Арец     | 17.05.2020 — 16.12.2020 |
| 35    | Бени Ганц            | Министр связи        | Кахоль-лаван   | 16.12.2020 — 16.03.2021 |
| 34    | Эйтан Гинзбург       | Министр связи        | Кахоль-лаван   | 03.05.2021 — 13.06.2021 |
| 34    | Йоаз Хендель         | Министр связи        | Тиква Хадаша   | 13.06.2021 — н. в.      |